# Annie Campbell-Orde
Annie Grace Campbell-Orde (Wells, 5 de outubro de 1995) é uma remadora britânica.

## Carreira
Campbell-Orde aprendeu a remar no Nottingham Rowing Club. Ela frequentou a Wells Cathedral School e a Millfield School, seguidas pela Loughborough University.
Campbell-Orde foi selecionada como reserva para o Campeonato Europeu de Remo de 2022 em Munique. Ela fez parte da equipe britânica que ganhou a medalha de prata no oito com feminino no Campeonato Europeu de Remo de 2023 em Bled.
Nos Jogos Olímpicos de Verão de 2024, em Paris, conquistou a medalha de bronze na competição de oito com feminino, ao lado de Holly Dunford, Emily Ford, Lauren Irwin, Heidi Long, Rowan McKellar, Eve Stewart, Harriet Taylor e Henry Fieldman com o tempo de 5:59.51.